# قسم خماسي

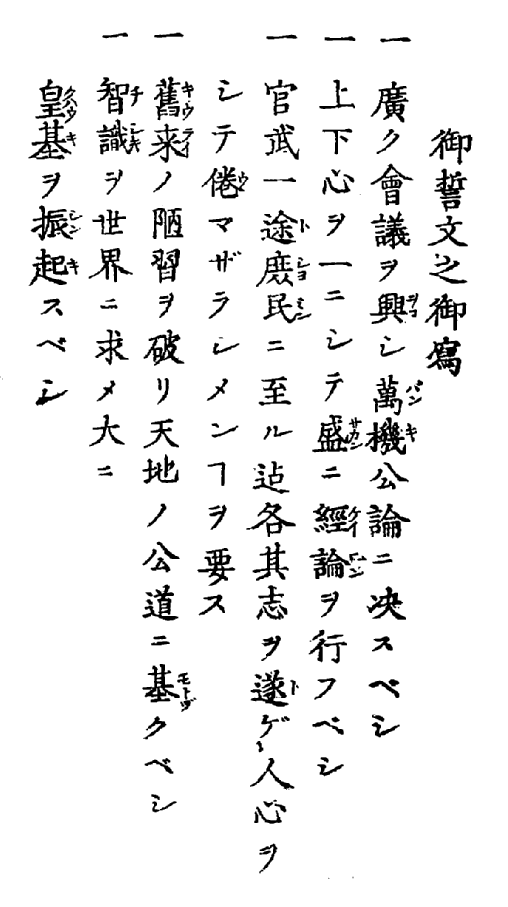
القسم الخماسي بنصه الأصلي

القسم الخماسي (باليابانية: 五箇条の御誓文 غوكاجو نو غوسينمون) وتعني حرفياً «قسم بخمس فقرات» كان القسم الذي وقع عند استعراش الإمبراطور ميجي في 7 أبريل 1868. وضح هذا القسم الخطوط العريضة لأهداف فترة حكم الإمبراطور ميجي وهو وضع القاعدة لليابان الحديثة، وكان هذا القسم ذو تأثير كبير إن لم يكن من ناحية مادية فمن ناحية معنوية أثناء فترة ميجي وحتى دخول القرن العشرين، وبالإمكان اعتباره أول دستور لليابان الحديثة.

## نص القسم
يتكون نص القسم من خمس فقرات ترجمتها على الشكل التالي: